# Los Angeles Lakers 1992-1993
La stagione 1992-93 dei Los Angeles Lakers fu la 44ª nella NBA per la franchigia.
I Los Angeles Lakers arrivarono quinti nella Pacific Division della Western Conference con un record di 39-43. Nei play-off persero al primo turno con i Phoenix Suns (3-2).

## Roster
| N° | Naz.                   | Ruolo | Sportivo        | Anno | Alt. | Peso |
| -- | ---------------------- | ----- | --------------- | ---- | ---- | ---- |
| 00 | Stati Uniti (bandiera) | C     | Benoit Benjamin | 1964 | 213  | 113  |
| 1  | Stati Uniti (bandiera) | G     | Anthony Peeler  | 1969 | 193  | 94   |
| 3  | Stati Uniti (bandiera) | G     | Sedale Threatt  | 1961 | 188  | 79   |
| 4  | Stati Uniti (bandiera) | G     | Byron Scott     | 1961 | 191  | 88   |
| 5  | Stati Uniti (bandiera) | G     | Duane Cooper    | 1969 | 185  | 84   |
| 12 | Jugoslavia (bandiera)  | C     | Vlade Divac     | 1968 | 216  | 110  |
| 14 | Stati Uniti (bandiera) | AC    | Sam Perkins     | 1961 | 206  | 107  |
| 30 | Stati Uniti (bandiera) | A     | Alex Blackwell  | 1970 | 198  | 113  |
| 34 | Stati Uniti (bandiera) | G     | Tony Smith      | 1968 | 191  | 84   |
| 35 | Stati Uniti (bandiera) | GA    | Doug Christie   | 1970 | 198  | 91   |
| 41 | Stati Uniti (bandiera) | C     | Elden Campbell  | 1968 | 211  | 98   |
| 42 | Stati Uniti (bandiera) | AC    | James Worthy    | 1961 | 206  | 102  |
| 45 | Stati Uniti (bandiera) | AC    | A.C. Green      | 1963 | 206  | 100  |
| 53 | Stati Uniti (bandiera) | C     | James Edwards   | 1955 | 213  | 102  |

## Staff tecnico
- Allenatore: Randy Pfund
- Vice-allenatori: Bill Bertka, Chet Kammerer, Larry Drew
- Preparatore atletico: Gary Vitti